# David Nash (rugbysta)
David Nash (ur. 15 lipca 1939 w Monmouth, zm. 30 października 2016) – walijski rugbysta i trener, sześciokrotny reprezentant Walii. Pierwszy selekcjoner reprezentacji Walii.

## Kariera reprezentacyjna
David Nash wystąpił w reprezentacji Walii sześć razy, nie zdobywając żadnych punktów. Zadebiutował w wyjazdowym meczu z Republiką Południowej Afryki 3 grudnia 1960. Pierwsze reprezentacyjne zwycięstwo odniósł 21 stycznia 1961 w meczu z Anglią podczas Pucharu Pięciu Narodów. Ostatni mecz w reprezentacji zagrał 24 marca 1962 przeciwko Francji. Był to jedyny mecz na pozycji wspieracza, gdyż w pozostałych był wiązaczem.
Z zespołem British and Irish Lions uczestniczył w tournée do południowej Afryki w 1962, gdzie zagrał w dwóch spotkaniach z regionalnymi drużynami. W meczu z zespołem Rodezji zdobył trzy punkty, natomiast grając przeciw Zachodniemu Transwalowi doznał kontuzji karku, która wyeliminowała go z dalszych spotkań.

## Kariera trenerska
David Nash został wybrany w 1967 na pierwszego selekcjonera reprezentacji Walii w rugby union. Reprezentacja pod jego wodzą wygrała jeden testmecz, jeden zremisowała oraz trzy przegrała.